# Búnquers de Nules

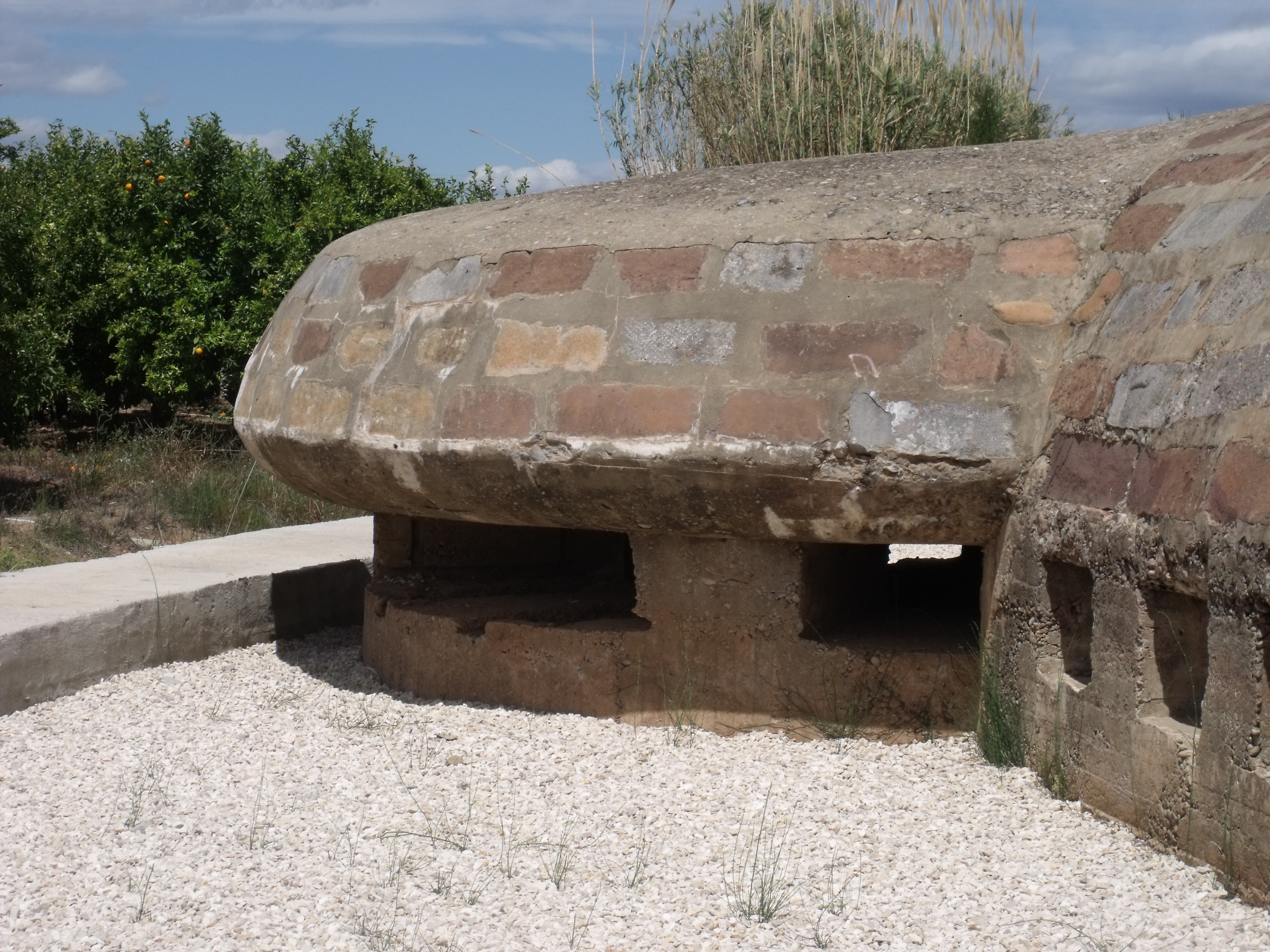
Niu de metralladora pertanyent al búnquer núm. 3.

Els búnquers de Nules són un conjunt de quatre fortificacions situades en la localitat castellonenca de Nules i construïts pel bàndol revoltat durant la Guerra Civil Espanyola. Van ser construïts després del fracàs de l'última «Ofensiva de Llevant» de l'Exèrcit republicà, i el front quedés estabilitzat fins al final de la contesa.

## Situació
- Situació en 1938
- Situació després de la construcció de l'AP-7

Les fortificacions es troben en el terme de Nules, al costat del Camí del Cabeçol, en el lloc on aquest creua amb l'AP-7. Per comprendre la seua situació original cal tenir present que aquesta autopista no existia en 1938, quan es van edificar. El búnquer 1 es troba al sud del camí, mentre que els altres tres estaven al nord. La construcció de l'AP-7 ha fet que el búnquer 2 estigui al costat oriental de la mateixa, mentre que els altres ho estan a l'occidental. El conjunt protegia el Camí del Cabeçol i la plana costanera entre el nucli urbà de Nules i la seua platja.

## Descripció
Es tracta de quatre elements independents. Encara que estan propers, no hi ha elements protegits que els comuniquin. Cadascun d'ells presenta una morfologia diferent, si bé hi ha elements comuns a tots ells. Així tots estan construïts amb formigó i blocs de pedra, aquests últims obtinguts de les voreres de Nules. També tots presenten un emplaçament per a metralladores de planta circular, si bé l'arc que cobreixen varia en amplitud, acompanyat per una o dues galeries per fusellers.
Tots els búnquers tenen planta trapezoidal amb una longitud d'entre 15 i 18 metres i una amplària d'entre 3 i 3,30. Les cobertes són semicirculars de volta rebaixada, per obtenir una major eficàcia per repel·lir els projectils.

## Història
Entre el set i el vuit de juliol de 1938, els efectius de la 83a Divisió d'Infanteria, integrada en el Cos d'Exèrcit de Galícia, van prendre Nules. Durant diversos mesos el front va quedar establert una mica més al sud, però no gaire allunyat de Nules, que sofriria per això greus danys.
El vuit d'agost es va produir una contraofensiva republicana des de la zona de la costa que va aconseguir la zona del Camí del Cabeçol. Això va portar a l'edificació dels quatre búnquers.
L'exèrcit republicà va emprendre una nova contraofensiva el set de novembre de 1938, en la qual la 53a Divisió republicana va aconseguir novament el Camí del Cabeçol en alguns punts.

## Galeria

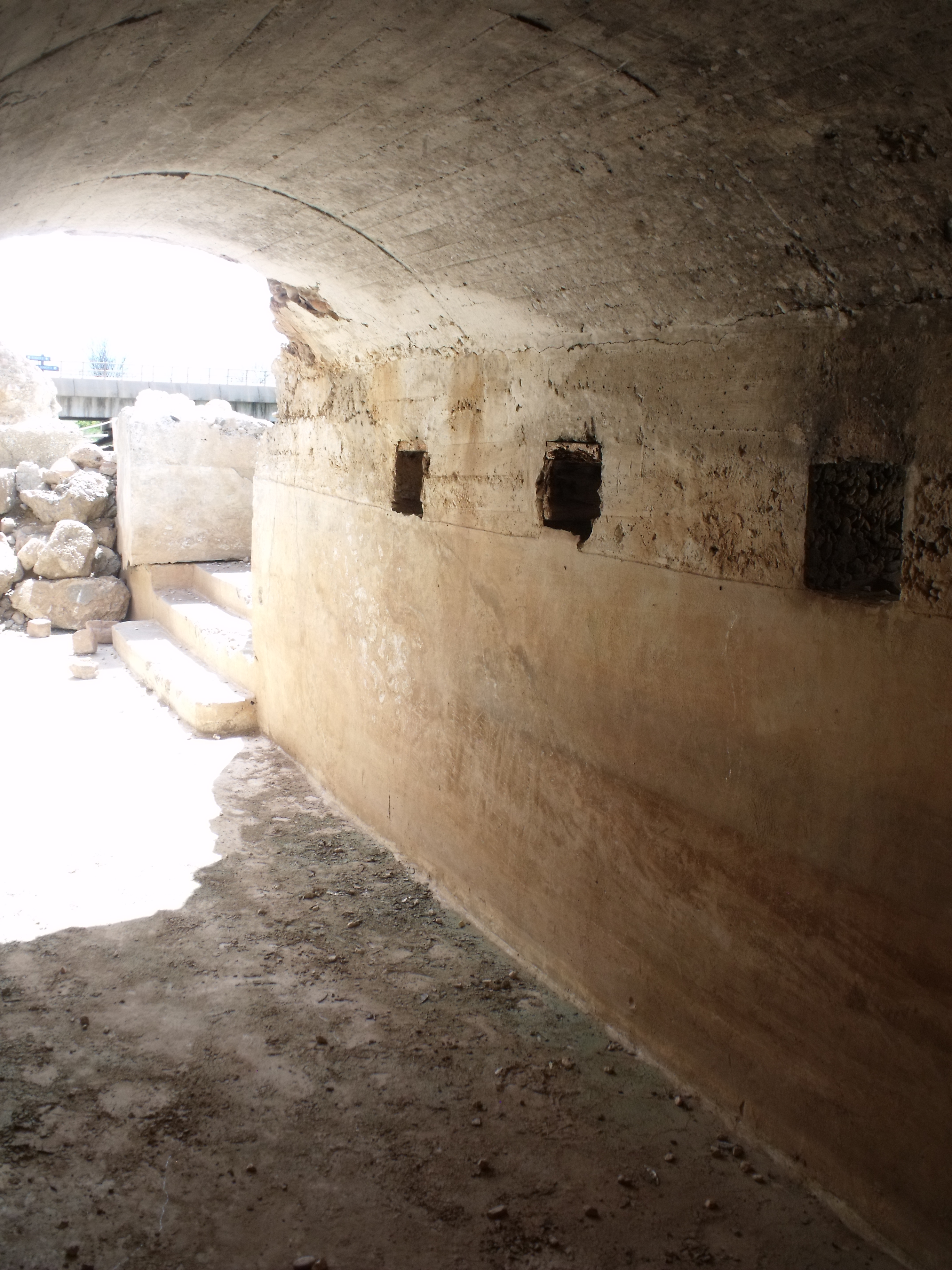
Interior del búnquer 1
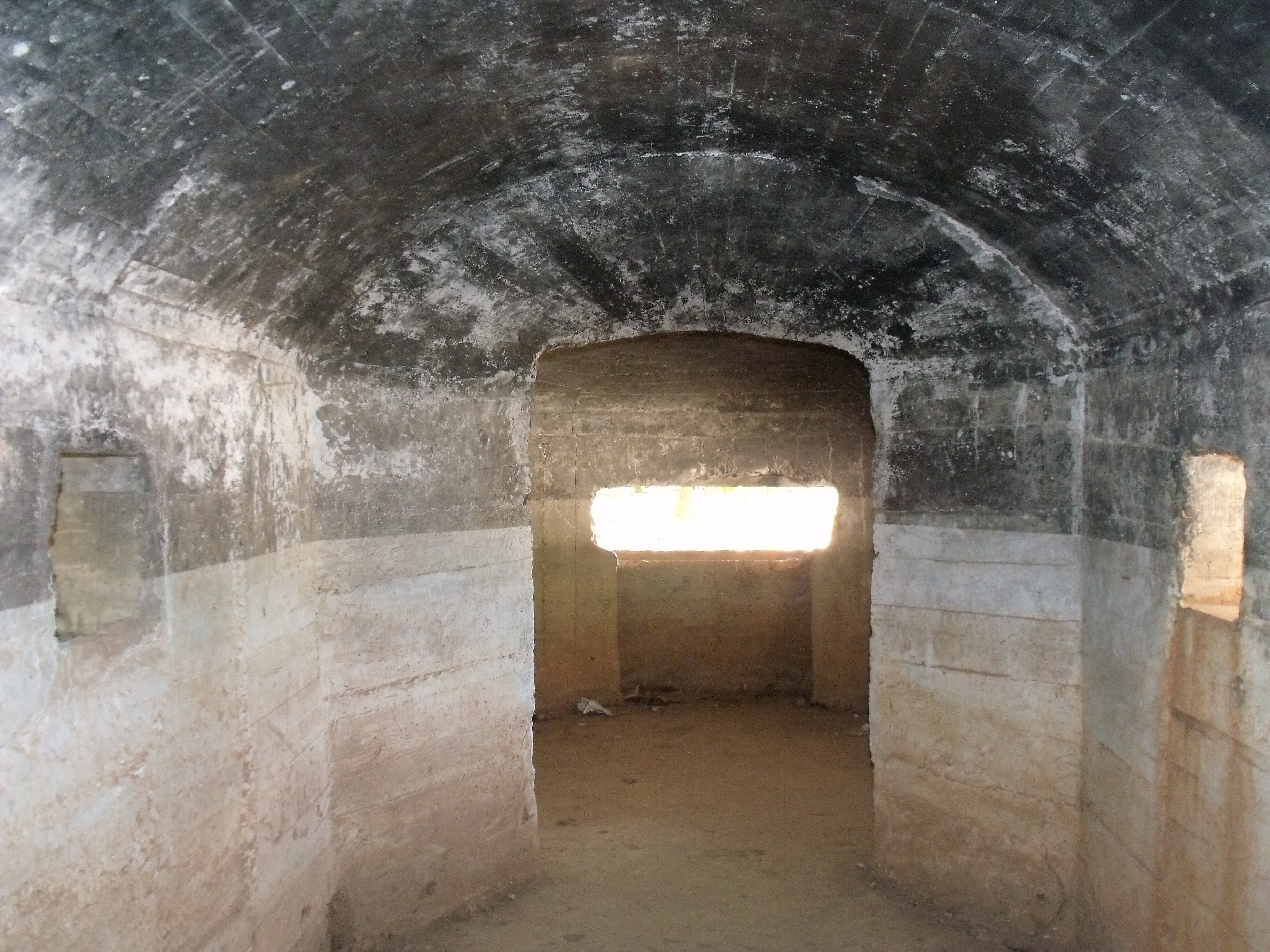
Búnquer 2: interior mirant a la posició de la metralladora
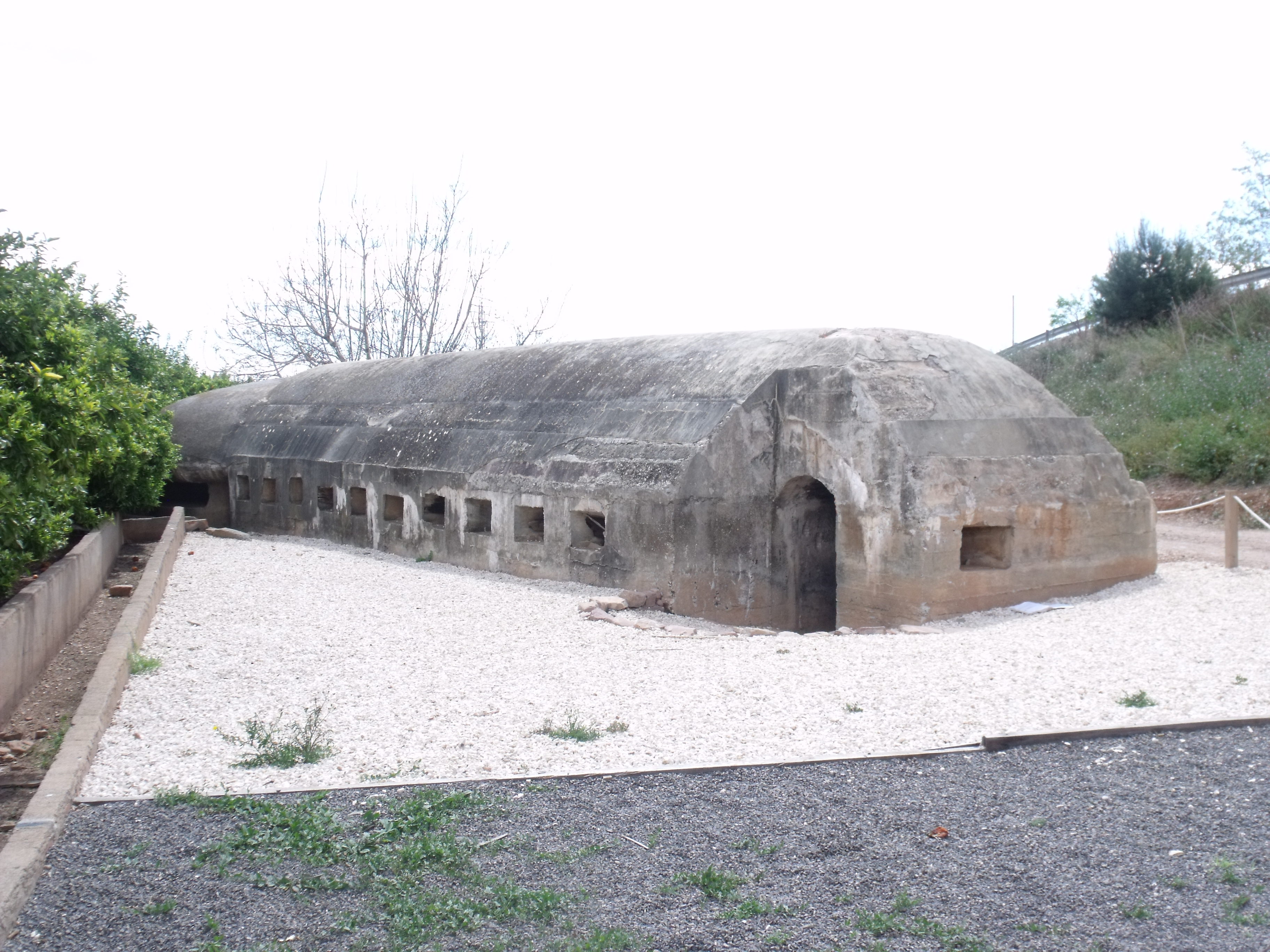
Exterior del búnquer 2
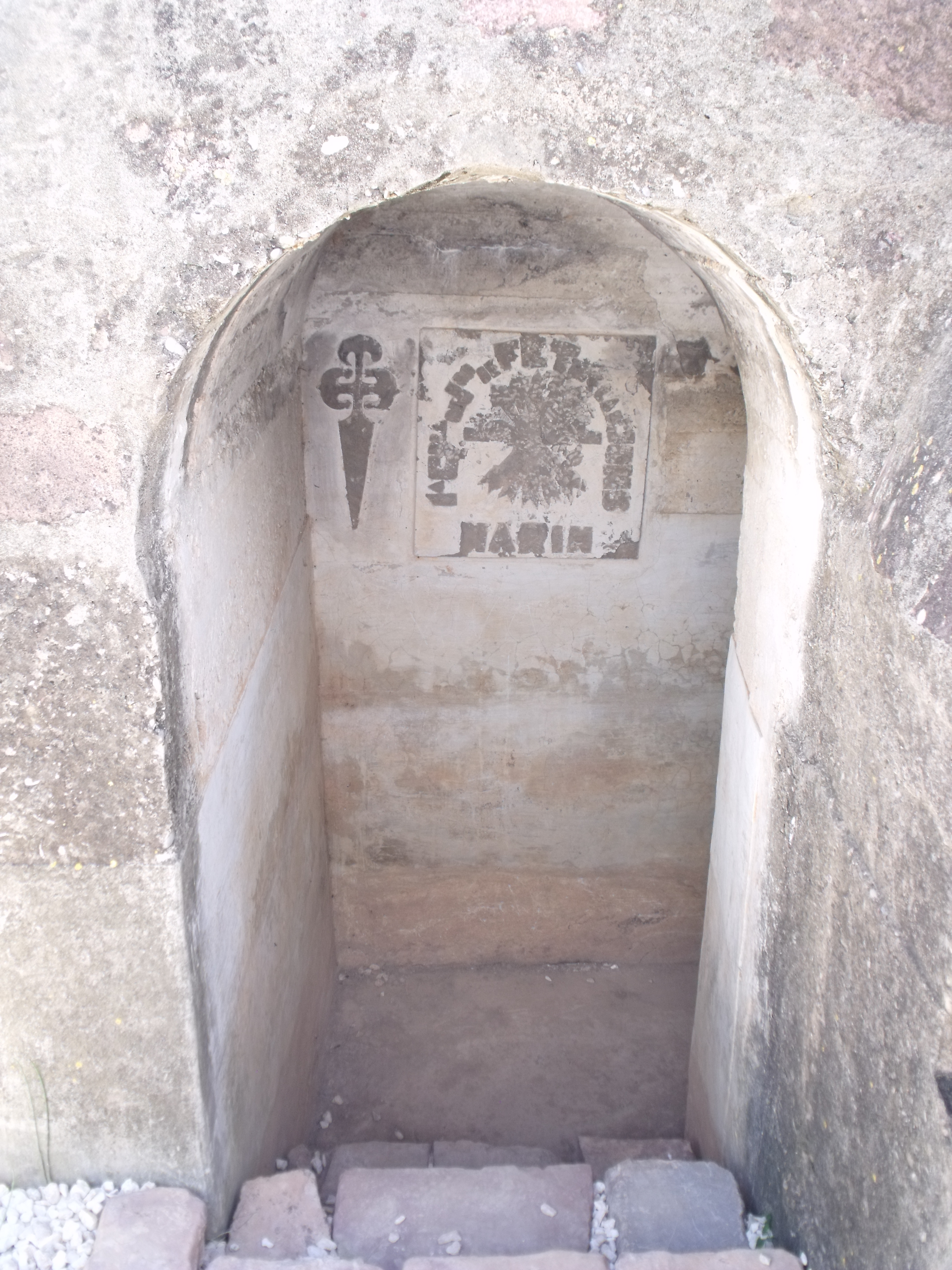
Accés al búnquer 3
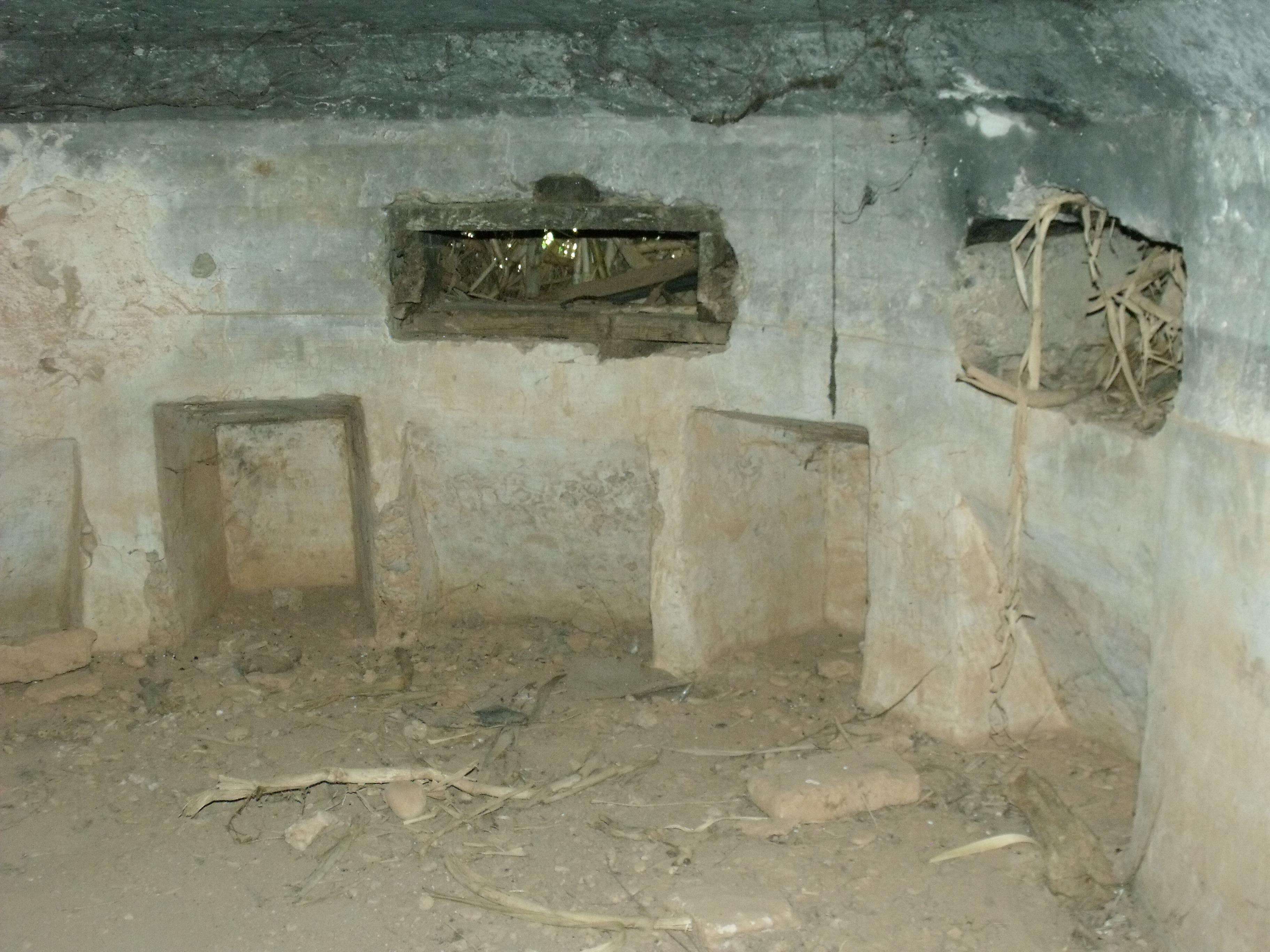
Interior del búnquer 4 abans de la seua restauració
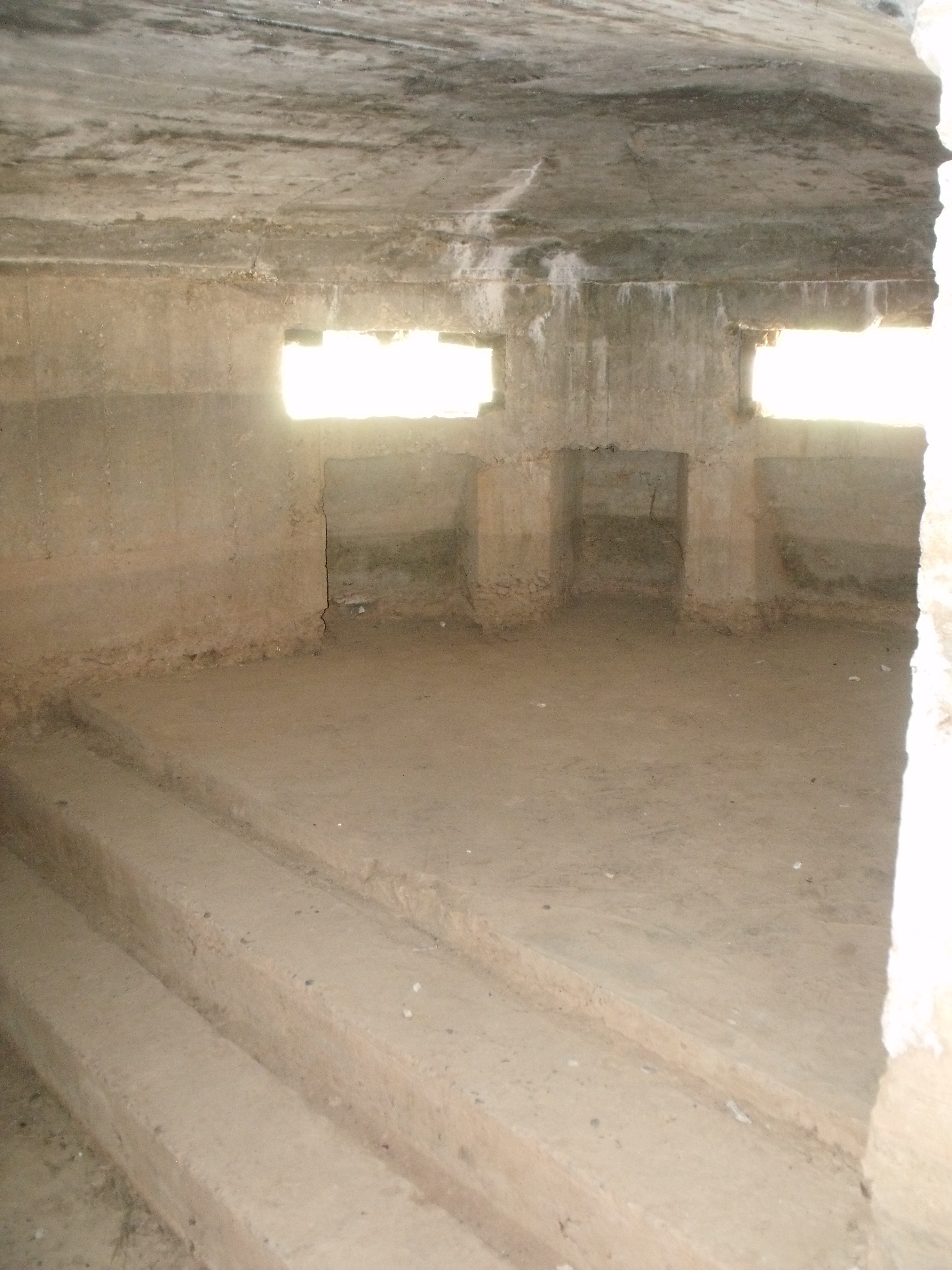
Búnquer 4 restaurat